# National Tennis League 1969
La National Tennis League (NTL) è stata una serie di tornei di tennis fondata da George McCall a cui partecipavano tra gli altri: Rod Laver, Roy Emerson, Ken Rosewall, Andrés Gimeno, Pancho Gonzales e Fred Stolle.

## Calendario

### Gennaio
Nessun evento

### Febbraio
| Settimana   | Torneo                                                                                      | Vincitore                     | Finalista                    | Semifinalisti               | Eliminati ai quarti                                      |
| ----------- | ------------------------------------------------------------------------------------------- | ----------------------------- | ---------------------------- | --------------------------- | -------------------------------------------------------- |
| 12 febbraio | Orlando Pro Championships 1969 Orlando, USA 3 000 $ - Terra rossa Singolare - Doppio        | Rod Laver 6-3 6-2             | Ken Rosewall                 | Pancho Gonzales Roy Emerson |                                                          |
| 12 febbraio | Orlando Pro Championships 1969 Orlando, USA 3 000 $ - Terra rossa Singolare - Doppio        | Rod Laver Roy Emerson 6-4 6-2 | Pancho Gonzales Ken Rosewall | Pancho Gonzales Roy Emerson |                                                          |
| 13 febbraio | Burger King Pro Challenge Cup 1969 Hollywood, USA 16 500 $ - Terra rossa Singolare - Doppio | Tony Roche 6-3 9-7 6-4        | Rod Laver                    | Andrés Gimeno Tom Okker     | Butch Buchholz Roy Emerson John Newcombe Ken Rosewall    |
| 13 febbraio | Burger King Pro Challenge Cup 1969 Hollywood, USA 16 500 $ - Terra rossa Singolare - Doppio |                               |                              | Andrés Gimeno Tom Okker     | Butch Buchholz Roy Emerson John Newcombe Ken Rosewall    |
| 26 febbraio | Oakland Pro Championships 1969 Oakland, USA 18 000 $ Singolare - Doppio                     | Tony Roche 4-6 6-4 11-9       | Rod Laver                    | Marty Riessen Ken Rosewall  | Pancho Gonzales John Newcombe Dennis Ralston Fred Stolle |
| 26 febbraio | Oakland Pro Championships 1969 Oakland, USA 18 000 $ Singolare - Doppio                     |                               |                              | Marty Riessen Ken Rosewall  | Pancho Gonzales John Newcombe Dennis Ralston Fred Stolle |

### Marzo
| Settimana | Torneo                                                                        | Vincitore           | Finalista     | Semifinalisti             | Eliminati ai quarti                                   |
| --------- | ----------------------------------------------------------------------------- | ------------------- | ------------- | ------------------------- | ----------------------------------------------------- |
| 8 marzo   | Los Angeles Pro Champioships 1969 Los Angeles, USA 20 000$ Singolare - Doppio | Rod Laver 6–4, 10–8 | Marty Riessen | Roy Emerson John Newcombe | Raymond Moore Dennis Ralston Ken Rosewall Fred Stolle |
| 8 marzo   | Los Angeles Pro Champioships 1969 Los Angeles, USA 20 000$ Singolare - Doppio |                     |               | Roy Emerson John Newcombe | Raymond Moore Dennis Ralston Ken Rosewall Fred Stolle |

### Aprile
Nessun evento

### Maggio
Nessun evento

### Giugno
Nessun evento

### Luglio
| Settimana | Torneo                                                                 | Vincitore             | Finalista   | Semifinalisti             | Eliminati ai quarti |
| --------- | ---------------------------------------------------------------------- | --------------------- | ----------- | ------------------------- | ------------------- |
| 28 luglio | US Pro Hard Court Championships 1969 St. Louis, USA Singolare - Doppio | Rod Laver 7-5 3-6 7-5 | Fred Stolle | Pancho Segura Alex Olmedo |                     |
| 28 luglio | US Pro Hard Court Championships 1969 St. Louis, USA Singolare - Doppio |                       |             | Pancho Segura Alex Olmedo |                     |

### Agosto
| Settimana | Torneo                                                                       | Vincitore                     | Finalista       | Semifinalisti        | Eliminati ai quarti                                            |
| --------- | ---------------------------------------------------------------------------- | ----------------------------- | --------------- | -------------------- | -------------------------------------------------------------- |
| 4 agosto  | New York Binghampton Masters 1969 Binghamton, USA 9 500 $ Singolare - Doppio | Rod Laver 7-5 6-1             | Pancho Segura   |                      | Round Robin Pancho Gonzales Fred Stolle                        |
| 4 agosto  | New York Binghampton Masters 1969 Binghamton, USA 9 500 $ Singolare - Doppio |                               |                 |                      | Round Robin Pancho Gonzales Fred Stolle                        |
| 11 agosto | Colonial Pro Championships 1969 Fort Worth, USA 22 500 $ Singolare - Doppio  | Rod Laver 6–3, 6–2            | Ken Rosewall    | Tom Okker Tony Roche | Raymond Moore Ron Holmberg Pierre Barthes Earl Buchholz        |
| 11 agosto | Colonial Pro Championships 1969 Fort Worth, USA 22 500 $ Singolare - Doppio  |                               |                 | Tom Okker Tony Roche | Raymond Moore Ron Holmberg Pierre Barthes Earl Buchholz        |
| 18 agosto | Baltimore Pro Championships 1969 Baltimora, USA Singolare - Doppio           | Rod Laver 6-3 3-6 6-3 3-6 7-5 | Pancho Gonzales |                      | Round Robin Andrés Gimeno Fred Stolle Roy Emerson Ken Rosewall |
| 18 agosto | Baltimore Pro Championships 1969 Baltimora, USA Singolare - Doppio           |                               |                 |                      | Round Robin Andrés Gimeno Fred Stolle Roy Emerson Ken Rosewall |

### Settembre
| Settimana    | Torneo                                                                                           | Vincitore                | Finalista       | Semifinalisti                 | Eliminati ai quarti |
| ------------ | ------------------------------------------------------------------------------------------------ | ------------------------ | --------------- | ----------------------------- | ------------------- |
| 15 settembre | Incline Village Pro Championships 1969 Incline Village, USA 5 000 $ - Cemento Singolare - Doppio | Fred Stolle 6-0 6-3      | Ken Rosewall    | Pancho Gonzales Andrés Gimeno |                     |
| 15 settembre |                                                                                                  |                          |                 | Pancho Gonzales Andrés Gimeno |                     |
| 29 settembre | Midland Pro Championships 1969 Midland, USA Singolare - Doppio                                   | Ken Rosewall 5-7 6-1 7-5 | Pancho Gonzales | Andrés Gimeno Fred Stolle     |                     |
| 29 settembre |                                                                                                  |                          |                 | Andrés Gimeno Fred Stolle     |                     |

### Ottobre
| Settimana  | Torneo                                                       | Vincitore               | Finalista   | Semifinalisti              | Eliminati ai quarti                           |
| ---------- | ------------------------------------------------------------ | ----------------------- | ----------- | -------------------------- | --------------------------------------------- |
| 13 ottobre | Spoga Cup 1969 Colonia, Germania 10 000 $ Singolare - Doppio | Andrés Gimeno 6-3 19-17 | Roy Emerson | Marty Riessen Ken Rosewall | Pierre Barthès Rod Laver Tom Okker Tony Roche |
| 13 ottobre | Spoga Cup 1969 Colonia, Germania 10 000 $ Singolare - Doppio |                         |             | Marty Riessen Ken Rosewall | Pierre Barthès Rod Laver Tom Okker Tony Roche |

### Novembre
Nessun evento

### Dicembre
Nessun evento